# Український Визвольний Фронт
Український Визвольний Фронт — організаційна надбудова громадських і політично-ідеологічних, молодіжних, жіночих та інших організацій, що пов'язані з ОУНР Степана Бандери. Існує[коли?] головна управа УВФ (голова Р. Малащук) та крайові і місцеві управи у США, Канаді та інших країнах Заходу.
У 1991 році перетворена на Міжнародну раду українських державницьких організацій.